# Martim Martins Machado
Martim Martins Machado (1230 -?) foi um nobre do Reino de Portugal  detentor de vastos territórios na localidade de Mancelos, Senhorios de seu pai, freguesia portuguesa do concelho de Amarante

## Relações familiares
Foi filho de Martim Pires Machado e de Maria Pires Moniz, filha de Pedro Moniz. Casou com Loba Gomes de Pombeiro, "a quem o Conde D. Pedro faz primeiro freira e depois casada com Godinho Viegas Mouro", de quem teve:
1. Martim Machado (morto ca. 1279) casado com Constança Gonçalves Barroso,[3] filha de Gonçalo Gonçalves Barroso e de Maria Soares Fafes ou Gomes Pires de Cela,
2. Mór Martins Machado, fez uma doação ao Mosteiro de Fonte Arcada em 1292,[2]
3. João Martins Machado,[2]
4. Urraca Martins Machado, foi monja no Mosteiro de Chelas entre o ano de 1299 e o ano de 1325.[3]